# 中国医学科学院医学生物学研究所
中国医学科学院医学生物学研究所，是中国医学科学院下属的一个研究所，为公益性事业单位，位于云南省昆明市。该所主要从事医学病毒学、免疫学、分子生物学技术、医学遗传学、分子流行病学及以灵长类动物为主的实验动物及动物实验技术的基础和应用研究，并进行疫苗、免疫制品和基因工程产品的规模化生产。因研制脊髓灰质炎减毒活疫苗和甲型肝炎疫苗而知名。

## 历史
1950年代，中国大陆部分省区爆发脊髓灰质炎（俗称小儿麻痹症）疫情。在这一局势下，1958年8月，国务院科学规划委员会根据重大科学技术合作计划，在云南昆明建立“猿猴实验生物站”，负责生产脊髓灰质炎疫苗和开展以猿猴为对象的医学生物学的研究，具体的筹建工作由中国医学科学院负责。1959年1月13日，经中国医学科学院提议，国家科委正式批准将“猿猴实验生物站”改名为“医学生物学研究所”，以此作为中国脊灰疫苗生产基地。
1959年，顾方舟、董德祥、闻仲权、蒋竞武赴苏联学习脊灰疫苗的生产技术。同年6月，根据中国当时的国情和经济基础，中国最终选择活疫苗方案，为此卫生部发布了《关于小儿麻痹活毒疫苗大规模试用计划（草案）》，10月，医学生物学研究所厂房正式建成。

1961年2月，顾方舟向视察中国医学科学院医学生物学研究所的周恩来总理介绍脊灰疫苗研发情况

1960年3月，医学生物学研究所生产出第一批脊髓灰质炎减活疫苗，经中国大陆11个城市儿童服用后有良好的免疫效果。由于早期的液体疫苗使用前需稀释，保存时间很短，不利于农村山区使用。1961年，该所与上海信谊制药厂合作研制糖丸剂型的脊灰疫苗，采用中药制丸滚动技术及冷加工工艺。经北京、上海、云南三地的315万人中试用后，糖丸疫苗于1963年研制成功，在此之后又研制出二价、三价活疫苗糖丸。糖丸疫苗为中国控制脊髓灰质炎的流行奠定了基础。1964年1月，医学生物学研究所响应国家号召，接受年产6000万人份糖丸疫苗的任务。自当年起，糖丸疫苗进入大规模生产时期。1975年，该所又先后研制出Ⅱ+Ⅲ型双价混合型和三价混合型糖丸疫苗。
1988年上海发生甲肝疫情后，医学生物学研究所在1992年世界上第一剂甲型肝炎减毒活疫苗，该所也成为中国最大的系列化甲型肝炎疫苗研制生产基地。
2004年，该所利用世界银行贷款中国疫苗项目，建立现代化疫苗生产线，达到欧洲GMP标准。
2015年1月15日，由该所研发的全球首个Sabin株脊髓灰质炎灭活疫苗（S-IPV）获批上市，填补了中国在脊髓灰质炎灭活疫苗生产领域的空白。同年12月3日，由该所研发的全球首个肠道病毒71型灭活疫苗（人二倍体细胞）获批生产上市。

## 机构设置
- 科研处
- 生产管理处
- 质量管理处
- 设施处
- 全国医学灵长类研究中心
- 国家昆明高等级生物安全灵长类动物实验中心
- 党委办公室
- 审计处
- 人力资源处
- 教育处
- 二期建设项目部
- 所办公室
- 所工会
- 市场处
- 营销处[11]

## 产品

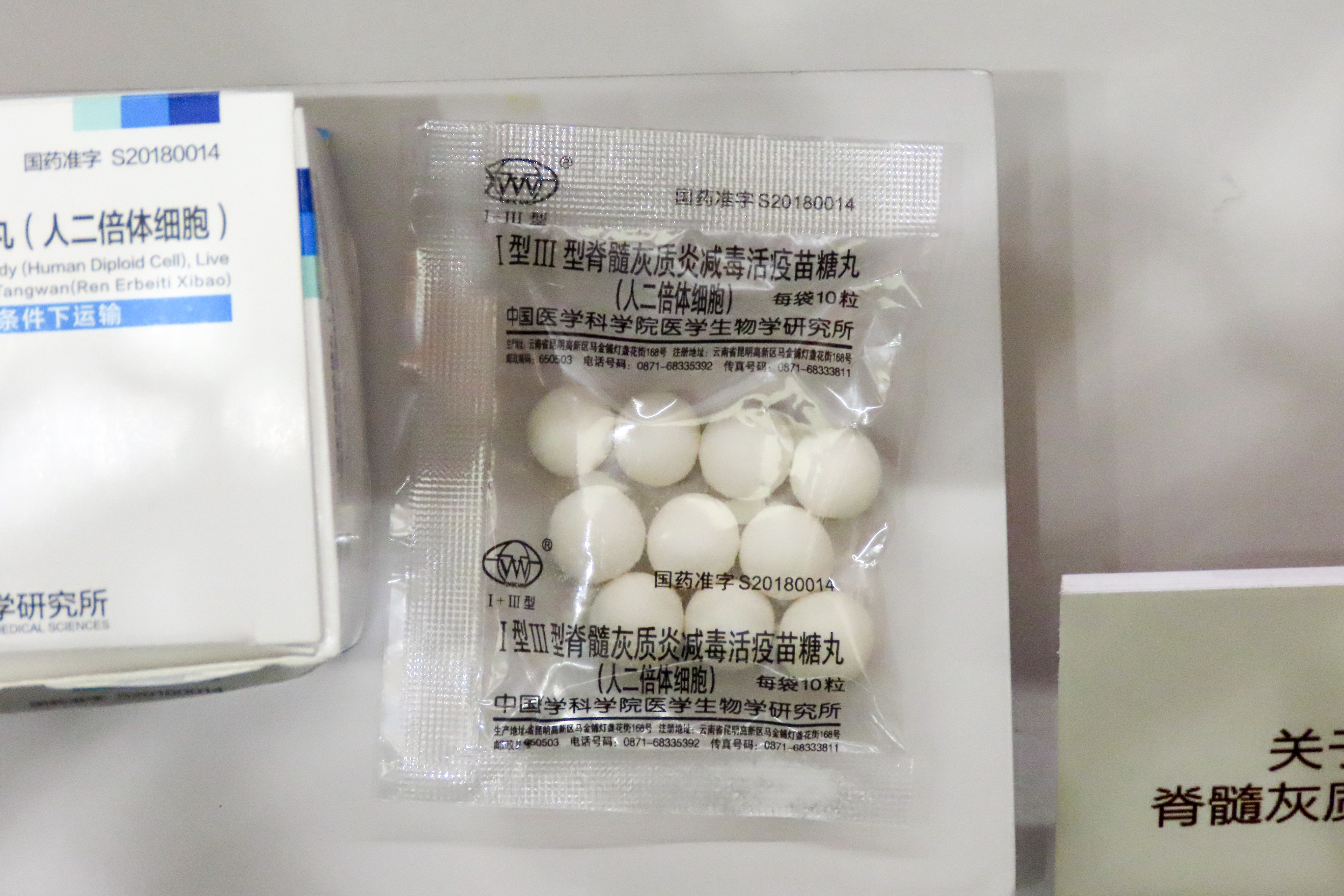
I型III型脊髓灰质炎减毒活疫苗糖丸（人二倍体细胞）

- I型III型脊髓灰质炎减毒活疫苗糖丸（人二倍体细胞）
- 口服I型III型脊髓灰质炎减毒活疫苗 (人二倍体细胞）
- Sabin株脊髓灰质炎灭活疫苗（Vero细胞）
- 冻干甲型肝炎减毒活疫苗
- 肠道病毒71型灭活疫苗（人二倍体细胞）[12]